# Писатель
Писа́тель, писа́тельница (реже литера́тор) — человек, который занимается созданием словесных произведений, предназначенных так или иначе для общественного потребления (а не только для непосредственного адресата).

## Критерии принадлежности
Писателем обычно называют человека, для которого указанное занятие является основным либо одним из основных.
Кроме того, в качестве критериев принадлежности автора текста к категории писателей может служить публикации его текстов в толстых литературных журналах, сборниках, антологиях, так же использоваться получение им дохода от своих произведений: в новейшее время — в виде гонораров, роялти, грантов, в более ранние эпохи — материального вознаграждения со стороны представителей привилегированных классов, так или иначе заинтересованных в поддержке искусства (см. также меценатство).
Другой формой социализации писателя в этом качестве является признание писательским сообществом, литературными критиками и другими инстанциями литературной экспертной оценки. Такая экспертная оценка может принимать институционализированные формы — например, в виде создания объединений (союзов) профессиональных писателей.

## Определения в словарях
Объём понятия «писатель» неодинаков в разных культурах и в разные эпохи.
Словарь Даля определяет писателя как «пишущего что-либо, пером или кистью, но более в значении сочинитель, литератор». В словаре Стояна писатель определяется как «мужчина, сочиняющий повести, романы, рассказы, статьи, для печатания».
Энциклопедия Брокгауза и Ефрона и Русский биографический словарь зачастую используют определение «писатель» в статьях об учёных, критиках, журналистах — в том числе в словосочетаниях вроде «писатель о сельском хозяйстве Курляндии 1804—1824 гг.» Результатом такой широкой трактовки понятия является до сих пор сохранившееся выражение «технический писатель», обозначающее автора технических текстов, технической документации, инструкций и т. п.
В Словаре современного русского литературного языка и словаре Ожегова есть прямое указание на художественный характер произведений, которые создаёт писатель. Однако в более поздних словарях, — у Ушакова, Ефремовой и Евгеньевой, — трактовка более широкая: «Человек, пишущий литературные произведения». В Большом толковом словаре «писатель» — «тот, кто профессионально занимается литературной деятельностью».